# Abderrahim Aouida
Abderrahim Aouida, né le 23 août 1995, à El Kelaâ des Sraghna, est un coureur cycliste marocain. Durant sa carrière, il participe à des compétitions sur route et sur piste.

## Biographie
En 2013, Abderrahim Aouida se classe deuxième du contre-la-montre par équipes juniors aux championnats d'Afrique, avec la délégation marocaine. L'année suivante, il finit troisième du championnat du Maroc du contre-la-montre espoirs. Il s'impose ensuite sur une étape du Tour du Sénégal en 2015. Sur piste, il se distingue lors des championnats d'Afrique de 2016 en terminant premier de la poursuite par équipes et deuxième du scratch. 

## Palmarès sur route
- 2013
  -  Médaillé d'argent du championnat d'Afrique du contre-la-montre par équipes juniors
- 2014
  - 3e du championnat du Maroc du contre-la-montre espoirs
- 2015
  - 3e étape du Tour du Sénégal

## Palmarès sur piste

### Championnats d'Afrique
- Casablanca 2016
  -  Médaillé d'or de la poursuite par équipes (avec Soufiane Sahbaoui, Mohcine El Kouraji et El Mehdi Chokri)
  -  Médaillé d'argent du scratch